# آلبرت موندی
آلبرت موندی (انگلیسی: Albert Mundy; ۱۲ مهٔ ۱۹۲۶ – ۱۱ دسامبر ۱۹۹۹) بازیکن فوتبال اهل بریتانیا بود.
از باشگاه‌هایی که در آن بازی کرده‌است می‌توان به باشگاه فوتبال برایتون اند هوو آلبیون، باشگاه فوتبال گوسپورت بورو، باشگاه فوتبال پورتسموث، و باشگاه فوتبال گیلفورد سیتی اشاره کرد.